# 卢特
卢特（德語：Lutter）是德国图林根州的市镇，隶属于艾希斯费尔德县。总面积为9.85平方千米，截至2023年12月31日总人口为690人。